# Club Atlético Huracán Corrientes
El Club Atlético Huracán Corrientes es un club de fútbol, con su sede y estadio ubicados en la ciudad de Corrientes, en la provincia homónima, cuya actividad principal es el fútbol.
El club ha disputado varios torneos nacionales como la Copa Argentina, Primera B Nacional y el Torneo Argentino A. A nivel regional participa en la Liga Correntina de Fútbol.
Juega de local en el estadio José Antonio Romero Feris, ubicado en el barrio Berón de Astrada de la Ciudad de Corrientes, en el terreno delimitado por las avenidas Maipú y Sarmiento, y las calles Teniente Ibáñez y Aviador Correa Fernández. El estadio en cuestión, a pesar de ser propiedad de Huracán, es también aprovechado por otros equipos para disputar eventos de importancia, debido a su gran capacidad e infraestructura.

## Historia
Fue fundado el 28 de mayo de 1918, por un grupo de deportistas que se separaron de los clubes Sportivo Corrientes y Libertad. Su primer nombre fue Foot-ball Club Huracán, en honor al conjunto de Parque Patricios que se encontraba en los primeros puestos de la tabla por esos días.
La indumentaria que utilizó en sus comienzos era blanca, con vivos rojos, luego la cambió por una celeste, ya que la mayoría de sus dirigentes eran miembros del Partido Liberal, que se identificaba con ese color. Más tarde en 1932, volvió a modificar su denominación y pasó a llamarse Club Atlético Huracán, adoptando los colores azulgranas a su indumentaria. Finalmente en 1986 se fusionó con el Club Atlético Corrientes, adquiriendo su nombre actual de Huracán Corrientes.
Su primera participación en AFA se produjo en 1968, cuando intervino en el Torneo Regional, clasificatorio para los viejos torneos Nacionales, en este caso al Campeonato Nacional 1968. Entre otros, formaba parte de aquel plantel Francisco Sá, quien años después se destacara en River Plate, Independiente y Boca Juniors.
Después de mucho de tiempo de permanecer en el ostracismo, ocupó la plaza que había dejado vacante el Deportivo Mandiyú y participó del Nacional B, en la temporada 1995/96. Con los uruguayos Josemir Lujambio, Luis Ernesto Sosa y Óscar Alsina como figuras, Huracán llegó a la final del torneo, frente a Talleres de Córdoba. En el partido de ida, disputado en Corrientes, el encuentro finalizó 2-2. Aunque la prensa y el público en general daban casi por descontado el ascenso de Talleres, Huracán dio una exhibición en el Chateau Carreras, goleó 4-1 y logró el ascenso a Primera División, donde jugó en la temporada 1996/97 y como dato relevante, logró ganarle a Independiente tanto en Avellaneda como en Corrientes. Tras un año en la A, descendió nuevamente al Nacional B, donde permaneció hasta 1999, cuando descendió al Torneo Argentino A.
En la temporada 2007/08 participó en el Torneo del Interior (antiguamente torneo Regional). Llegó a los octavos de final en este mismo torneo en el año 2010.
En noviembre de 2016, Méndez, controlador del órgano fiduciario que maneja al club, pone la firma autorizando al "Globo" a participar en el Torneo Federal C 2017. 
Actualmente milita en la Liga Correntina de fútbol tras haber hecho una pobre actuación en el Federal C 2017, última edición que ha disputado a nivel nacional hasta el momento. 
Disputó el Torneo Regional Federal Amateur 2022/2023 siendo 4° en su Zona, y quedando eliminado.
En el plano institucional, el 22 de junio de 2017, el club se normaliza gracias a la implicación de la agrupación "Azulgrana Por Todo" formando una comisión directiva que pone fin al manejo de la institución por parte del órgano fiduciario tras 17 años.

## Uniforme
La casaca de Huracán Corrientes es azul y roja a rayas verticales. Un dato curioso es que posee el nombre de Huracán y la indumentaria de San Lorenzo de Almagro, clásico rival del conjunto quemero de Buenos Aires.

## Estadio
Localizado en Sarmiento 2201 del Barrio Berón de Astrada, en la ciudad de Corrientes. Tiene una capacidad de 15.700 personas. Ubicación: 27º29'01.55" S 58º49'47.28" W

## Rivalidades

### Clásico histórico
Históricamente, la principal rivalidad de Huracán Corrientes fue con el Club Atlético Talleres, Navegación y Puertos, hoy ubicado en un espacio continuo a la Dirección Nacional de Vías Navegables por Avenida Vera y Aragón, en el Barrio La Rosada. Fundado en 1919, esta entidad fue creada a partir de empleados del Puerto de Corrientes y alumnos de la Escuela de Aprendices, instituciones dependientes del Ministerio de Obras Públicas de Argentina, por lo que fue fundado con este último nombre (Club del Ministerio de Obras Públicas, o bien conocido por las siglas MOP). Junto al viejo Huracán (antes de su fusión con el Club Atlético Corrientes), Libertad y Sportivo, son citados como los fundadores de la Liga Correntina de fútbol. En este contexto y dado que entre Libertad y Sportivo ya existía rivalidad, el entonces Club del Ministerio de Obras Públicas (MOP) comenzó a labrar rivalidad con Huracán, quien primeramente poseía su campo de juego adyacente a la Unidad Penal n.º 1 (Costanera y 3 de Abril, en el Barrio Ferré), mientras que MOP tenía el suyo en el barrio Berón de Astrada, en un terreno delimitado por las avenidas Sarmiento y República del Líbano y las calles Necochea y Lamadrid (terreno hoy ocupado por el Colegio Robineau y la iglesia del Sagrado Corazón de Jesús). La rivalidad continuó en pie, a pesar de los cambios institucionales y de sede (Huracán se fusionó pasando a ser Huracán Corrientes e inaugurando más tarde su campo de juego, paradójicamente, en el Barrio Berón de Astrada, mientras que MOP pasó a denominarse Talleres, Navegación y Puertos, mudando su sede a la zona portuaria), como a sus logros deportivos y popularidad.

### Clásico Interbarrial San Martín-Berón de Astrada
Es el que sostiene Huracán Corrientes con el Club Sportivo Corrientes. La rivalidad surgió desde el momento mismo de la fundación de Huracán, ya que fue fundado en 1918 por un grupo de ex socios de los clubes Sportivo y Libertad, los primeros en aparecer en la Ciudad de Corrientes. Esta situación, es la que origina el principal encono del equipo azulgrana con el albiverde, en el ámbito del fútbol correntino. Al mismo tiempo, el colinde entre los barrios San Martín (territorio de Sportivo) y Berón de Astrada (reducto de Huracán), aporta condimentos a esta rivalidad.

### Huracán-Mandiyú
La rivalidad entre Huracán y el Club Deportivo Mandiyú, se enmarca dentro de una serie de enfrentamientos que involucra a los tres grandes del fútbol correntino (Mandiyú, Huracán Corrientes y Boca Unidos), con la particularidad de que en el caso de estos dos, se trata del enfrentamiento entre los dos equipos que alcanzaron a jugar en la Primera División de Argentina, sin embargo, lo hicieron en períodos diferentes ya que Huracán había ingresado a la Primera B Nacional tras la quiebra de Mandiyú. Por otro lado, el estadio de Huracán también es usado por Mandiyú para ejercer localía, lo que agrega condimentos al enfrentamiento. A su vez, la racha de ambas instituciones en cuanto a títulos dentro de la Liga Correntina de fútbol (estando ambos entre los clubes más laureados), convierte al enfrentamiento en un verdadero clásico de grandes.

### Clásico Huracán-Boca
Es el enfrentamiento que Huracán Corrientes sostiene contra su par Boca Unidos, considerado también un "clásico de grandes" por tratarse de dos de los equipos con mayor número de simpatizantes en la Provincia, a la vez de ser dos de los tres equipos (junto a Mandiyú) en haber participado en las ligas mayores del fútbol argentino, a pesar de que Boca Unidos nunca pudo llegar a Primera División. Más allá de esto, los duelos entre el "aurirrojo" y el "globo correntino" se circunscriben en el ámbito de la Liga Correntina de Fútbol, no teniendo episodios a nivel nacional.

## Títulos

### Títulos locales
- Liga Correntina:
  - Oficial (20): 1923, 1928, 1932, 1933, 1938, 1941, 1946, 1947, 1964, 1966, 1967, 1968, 1970, 1971, 1974, 2001, 2003, 2004, 2015, 2022
  - Intermedio: 1975
  - Apertura: 2000
  - Estamentación: 2010

### Títulos nacionales
- Segunda División de Argentina (1): B Nacional 1995/96.[11]

## Goleadas

### A favor
- En Primera A: 4-1 a Newell's Old Boys en 1996.[12]
- En el Nacional B: 6-1 a Douglas Haig (Pergamino) en 1996
- En el Torneo Argentino A: 4-2 a Ñuñorco (Monteros-Tucumán) en 2001
- En el Torneo Argentino B: 6-1 a Club Atlético Boca Unidos en 2003
- En el Torneo del Interior: 9-3 a Dep. Taragüí (Mercedes) en 2005

### En contra
- En Primera A: 5-1 vs Ferro Carril Oeste Torneo Apertura 1996 (Argentina)
- En Primera A: 0-8 vs Chacarita Juniors en 1968
- En el Nacional B: 2-8 vs San Martín (San Juan) en 1997
- En el Torneo Argentino A: 0-5 vs Tiro Federal (Rosario) en 2000, San Martín (Tucumán) en 2002, Patronato (Paraná) en 2002